# Melloleitaoina
Melloleitaoina es un género monotípico de arañas migalomorfas de la familia Theraphosidae. Su única especie: Melloleitaoina crassifemur Gerschman & Schiapelli, 1960, es originaria de Argentina.  